# Oxira rosaria
Oxira rosaria là một loài bướm đêm trong họ Noctuidae.